# Youenn Drezen
Youenn Drezen (Yves Le Drézen, Pont-l'Abbé, 1899 -An Oriant, 1972 fou escriptor bretó, conegut com a Corentin Cariou o Tin Gariou. Fill d'una família modesta, de jovenet marxà com a seminarista a Castella. Més tard conegué Jakez Riou i s'interessà pels estudis literaris, científics i reliosos, alhora que descobrien les facetes literàries del bretó. Abandonà la formació religiosa, va fer el servei militar a Rennes i s'afilià a l'Unvaniezh Yaouankiz Breiz tot col·laborant al seu diari, Breiz atao, des del 1924. També va escriure altres publicacions com Courrier du Finistère, Gwalarn de Roparz Hemon i Olier Mordrel, la Liberté du Morbihan. El 1924 fou corresponsal del Courrier du Finistère i en va fer venir Jakez Riou. Participà en el Congrés Pancèltic de Quimper de 1924, amb François Debeauvais, Yann Sohier, Jakez Riou, Abeozen, Marcel Guieysse, sota la bandera de Breiz Atao. També col·laborà a Gwalarn, revista literària creada el 1922 per Roparz Hemon i Olier Mordrel, i publicà traduccions de l'espanyol(("Ar vuhez a zo un huñvre" gant Calderon, del grec Esquil i altres. Fou considerat un dels millors escriptors en bretó del seu temps i participà en l'organització bretona Seiz Breur.
Durant l'Ocupació nazi va escriure a l'L'Heure bretonne, òrgan del Partit Nacional Bretó, a Stur (dirigit per Olier Mordrel), Galv (dirigit per Henri Le Hello rickco) i La Bretagne de Yann Fouéré. El 1941 va escriure peces radiofòniques per a Radio Rennes Bretagne i el 1943 idirigí el diari bilingue Arvor. Hi va escriure alguns texts antiamericans després dels bombardejos de Nantes. Fou arrestat el 1944, però l'alliberaren uns mesos després. Després de la guerra residí a Nantes, on va regentar un cafè i col·laborà a Al Liamm.

## Obres

### Narrativa
- Mintin Glas. (Matí verd), novel·la, Gwalarn, Brest, 1927.
- Per ar c'honikl. (levriou ar Vugalé). Savet e Saozneg gant Beatrix Potter lakaet e brezoneg gant Y. Drezen. Gwalarn, Brest, 1928
- An Dour an-dro d'an Inizi. (L'aigua al voltant de les illes) novel·la, Gwalarn, Brest, 1932.
- Les chroniques de l'Heure bretonne han estat editades Mouladurioù Hor Yezh dirigides per Per Denez, vicepresident de l'Institut Cultural de Bretanya.
- Itron Varia Garmez (Mare de Déu de les Carmelites), Skrid ha Skeudenn, La Baule 1941. .
- Kan da Gornog (Cant a Occident), il·lustrat per René-Yves Creston.
- Sizhun ar Breur Arturo, (La setmana del frare Artur), novel·la. Al Liamm, Brest, 1971
- Skol Louarn Veïg Trebern, (L'escola senglar del petit Hervé Trebern), prefaci de P.J.Hélias. Al Liamm, 1972-1974.

### Teatre
- Youenn Vras hag e leue (El gran Joan i el seu veí). Skrid ha skeudenn, Nantes, 1947, il·lustrat per Bourlaouen, Frañsez Kervella, R.-Y. Creston, Xavier de Langlais, i Pierre Péron.

### Traduccions
- Prometheus ereet, Ar Bersed, gant Aesc'hulos, Gwalarn, 1928